# Asselman
Asselman is een achternaam van Vlaams-Belgische oorsprong. Een variant op de naam is Hasselman(s) en Asselmans, het merendeel van de familie bevindt zich in Liedekerke. De oudste vermeldingen van de familienaam traceren terug naar Liedekerke (Impegem), met name Joannes Asselman, geboren circa 1530. Alsook een vermelding uit Gent, ene Heinric Asselman 1357. En een uit Tielt, Aernout Asselman (1477).
Er zijn meerdere verklaringen omtrent de oorsprong van de naam deze zijnde:
- Een persoon van Assel(t) of Hassel(t). (Ophasselt en Nederhasselt)
- Patroniem of metroniem naar de Middelnederlandse voornamen Azilo/Azila/Adzila/Azela/Azillo/Acilo[1]
- Afleiding van Van Assele.[1]
- Afleiding Van Hasselt (Hasselaar)

## Personen met de achternaam Asselman
- Luc Asselman
- Frank Asselman
- Jesper Asselman
- Patrick Asselman